# بابی فورست
بابی فورست (انگلیسی: Bobby Forrest; ۱۳ مهٔ ۱۹۳۱ – ۳ مهٔ ۲۰۰۵) بازیکن فوتبال اهل انگلستان بود.
از باشگاه‌هایی که در آن بازی کرده‌است می‌توان به باشگاه فوتبال لیدز یونایتد اشاره کرد.